# Infix
Un infix és un morfema que s'afegeix entre el prefix, el radical afix per formar una nova paraula.
La propietat fonamental d'aquesta mena d'afixos és que s'insereix al lexema dividint-lo en dues parts; l'infix manté, com el sufix, la capacitat de canviar la categoria gramatical de la paraula. Els principals infixos catalans són: al, all, an, any, ar, arr, ass, at, atx, eg, ell, et, ic, ill, in, iny, isc, iss, itx, ol, oll, on, oss, ot, uc, usc, uss, etc.

## En matemàtica/informàtica
Notació en infix dels operadors binaris.
```
a
 
+
 
b
 
*
 
c
 
// es pot interpretar com a "a + (b * c)" o bé "(a + b) * c"

```

Cal establir una prioritat als operadors i un ordre d'avaluació per donar-li un sentit unívoc, obtenint-ne, de l'anàlisi sintàctica, un únic arbre d'operacions representatiu de l'avaluació.